# Princ od Vranje
Stefan Zdravković (srbsko cirilsko Стефан Здравковић), znan kot Princ od Vranje (srbsko cirilsko Принц од Врање), srbski pevec, * 29. september 1993.

## Zgodnje življenje in šolanje
Stefan Zdravković se je rodil v Vranju, od leta 2002 pa živi v Beogradu. Bil je srbski državni prvak in podprvak v karateju, nastopal je tudi za reprezentanco. V srednji šoli, pri 15 letih, se je začel ukvarjati z glasbo in s prijatelji ustanovil skupino Šesta Žica. Po poklicu je jezikoslovec, diplomiral je na Oddelku za skandinavske jezike, književnost in kulturo, smer norveški jezik, na Filološki fakulteti Univerze v Beogradu.

## Kariera
Od leta 2016 je pevec skupine Sisyphus. Leta 2020 je dobil glavno vlogo v rock operi Jesus Christ Superstar Andrewa Lloyda Webbra in Tima Ricea. Dne 14. januarja 2022 so objavili, da je Princ eden od šestintridesetih tekmovalcev na Pesma za Evroviziju '22. 19. januarja 2022 pa je napovedal umik iz tekmovanja zaradi sporov z avtorico pesmi Leontino. Namesto tega je pesem v spremenjeni različici z naslovom Ljubi, ljubi doveka izvedla Tijana Dapčević.
Naslednje leto, 2023 je Princ ponovno sodeloval na Pesma za Evroviziju '23 s pesmijo »Cvet sa istoka«. V polfinalu in finalu je dosegel največ glasov občinstva. V finalu je po mnenju žirije dosegel 5. mesto. V skupnem seštevku pa je končal na drugem mestu, takoj za Lukom Blackom.
Decembra 2024 je bil Princ razglašen za tekmovalca Pesma za Evroviziju '25 s pesmijo »Mila«. V polfinalu je zasedel 2. mesto in se uvrstil v finale, kjer je 28. februarja 2025 zmagal. Z zmago je pridobil pravico zastopati Srbijo na tekmovanju za Pesem Evrovizije 2025 v Baslu.

## Diskografija

### Pesmi
| Naslov                           | Leto | Album / EP |
| -------------------------------- | ---- | ---------- |
| Samo mi je lepo«                 | 2022 |            |
| »Cvet sa Istoka«                 | 2023 |            |
| »Mirno« (skupaj z Goco Tržan)    | 2023 |            |
| »Kad poželiš« (skupaj z Regino)  | 2023 |            |
| »Ajša«                           | 2024 |            |
| »Čardak«                         | 2024 |            |
| »Ela Ela«                        | 2024 |            |
| »Belo«                           | 2024 |            |
| »Paučina« (skupaj s Šejlo Zonić) | 2024 |            |
| »Mila«                           | 2025 |            |